# Reborn (Kavinsky)
Reborn è il secondo album in studio del musicista francese Kavinsky, pubblicato nel 2022.

## Tracce
1. Pulsar – 3:34
2. Reborn (featuring Romuald) – 3:41
3. Renegade (featuring Cautious Clay) – 3:18
4. Trigger – 3:39
5. Goodbye (featuring Sébastien Tellier) – 4:18
6. Plasma (featuring Morgan Phalen) – 3:54
7. Cameo (featuring Kareen Lomax) – 4:19
8. Zenith (featuring Prudence and Morgan Phalen) – 4:41
9. Vigilante (featuring Morgan Phalen) – 3:38
10. Zombie – 4:00
11. Outsider – 4:39
12. Horizon – 3:36

## Formazione
- Kavinsky
- Gaspard Augé – produzione (2, 3, 4, 11)
- Victor le Masne – produzione
- Cautious Clay – voce (3)
- Jade Ly Thai Bach – cori (5)
- Kareen Lomax – voce (7)
- Morgan Phalen – voce (6, 9, 10)
- Phoenix – vocoder (12)
- Prudence – voce (10)
- Romuald – voce (2)
- Sébastien Tellier – voce (5)
- Adrian Edeline – chitarra (12)
- Gabriel Malaprade – chitarra (8)
- Nicolas Bogue – chitarra (7)
- Adrien Soleiman – sassofono (8)
- Corentin Kerdraon – archi (4, 6, 11)